# Старомлиновский район
Старомлиновский райо́н (укр. Старомлинівський райо́н) — административная единица в составе Мариупольского округа (1923—1931), Днепропетровской (1932—1932), Донецкой (1932—1938) и Сталинской (1938—1959) областей УССР, существовавшая в 1923—1959 годах.
Административный центр — село Старомлиновка (до 1946 — Старо-Керменчик). В 1925—1927 годах районный центр находился в селе Ново-Каракубе.

## География
Район располагался на юго-западе области и граничил:
- на севере — с Больше-Новосёлковским и Марьинским районами Сталинской области;
- на востоке — с Волновахским и Ольгинским районами Сталинской области;
- на западе — с Гуляйпольским и Пологовским районами Запорожской области;
- на юге — с Розовским районом Запорожской области.

## Территория и население
Площадь территории района (на 01.09.1946) — 0,9 тысяч км2.

## Экономика
По состоянию на 1955 год в районе основная часть сельскохозяйственных угодий была занята под посевы зерновых (главным образом пшеницы), подсолнечника, кукурузы; были развиты также огородничество, животноводство, садоводство, виноградарство. В районе находились 2 моторно-такторные станции (МТС), 2 совхоза (зерновой и овощно-молочный), машиноремонтный завод.

## Административное устройство
На момент образования Ново-Керменчикского района в 1923 году в него входили 9 сельских советов: Евгеньевский, Егорьевский, Зеленопольский, Ново-Майорский, Ново-Петриковский, Петровский, Ровнопольский, Старо-Керменчикский и Старо-Майорский.
В 1925 году к району был присоединён Ново-Каракубский сельский совет, выделенный из состава Люксембургского района, преобразованного в Люксембургский немецкий район.
В дальнейшем число сельских советов, в результате их разукрупнения или слияния, менялось. Так, по состоянию на 1 сентября 1946 года в районе имелось 12 сельских советов: Ворошиловский, Евгеньевский, Егорьевский, Зачатьевский, Красно-Полянский, Ново-Майорский, Ново-Петриковский Первый, Ново-Петриковский Второй, Петровский, Старо-Майорский и Старо-Млиновский.
На момент ликвидации района в 1959 году в районе насчитывалось 9 сельских советов: Евгеновский, Егоровский, Зачатовский, Красно-Полянский, Ново-Петриковский, Октябрьский, Петровский, Старо-Майорский и Старо-Млиновский.

## История

### Старо-Керменчикский район (1923—1925)
7 марта 1923 года, постановлением Президиума ВУЦИК «Об административно-территориальном делении Донецкой губернии, образовании округов и районов», ликвидировались ранее существовавшие уезды и волости, вместо которых создавались округа и районы. Из Майорской, Петровской, Старо-Керменчикской волостей бывшего Юзовского уезда и Ново-Петриковской волости бывшего Мариупольского уезда Донецкой губернии был сформирован Старо-Керменчикский район Мариупольского округа. В состав района вошли:
| Бывшие волости (до 1923)                     | Местные советы                     | Центры местных советов (не существующие ныне населённые пункты выделены курсивом)            |
| -------------------------------------------- | ---------------------------------- | -------------------------------------------------------------------------------------------- |
| Юзовский уезд Майорская волость              | Ровнопольский сельский совет       | колония Ровнополь                                                                            |
| Юзовский уезд Майорская волость              | Старо-Майорский сельский совет     | село Старо-Майорское (бывший волостной центр)                                                |
| Мариупольский уезд Ново-Петриковская волость | Зеленопольский сельский совет      | колония Зеленополь                                                                           |
| Мариупольский уезд Ново-Петриковская волость | Ново-Петриковский сельский совет   | село Ново-Петриковка (бывший волостной центр)                                                |
| Юзовский уезд Петровская волость             | Евгеньевский сельский совет        | село Евгеньевка                                                                              |
| Юзовский уезд Петровская волость             | Егорьевский сельский совет         | село Егорьевка                                                                               |
| Юзовский уезд Петровская волость             | Петровский сельский совет          | село Петровское (бывший волостной центр)                                                     |
| Юзовский уезд Старо-Керменчикская волость    | Ново-Майорский сельский совет      | село Ново-Майорское                                                                          |
| Юзовский уезд Старо-Керменчикская волость    | Старо-Керменчикский сельский совет | село Старо-Керменчик (бывший волостной центр; до 18.08.1925 и с 01.07.1927 — районный центр) |

22 сентября 1923 года, приказом Мариупольского окрисполкома, в ознаменование 6-й годовщины Октябрьской революции, были переименованы 2 населённых пункта района:
- колония Графское Зеленопольского сельсовета — в колонию Пролетарское;
- хутор Ново-Никольский Старо-Керменчикского сельсовета — в хутор Артёмовский.

К началу 1925 года ряд населённых пунктов Старо-Керменчикского района был отнесён к разряду национальных:
- Греческие населённые пункты:
  - артель Красная Заря (Старо-Керменчикский сельсовет);
  - хутор Мало-Керменчик (Ново-Петриковский сельсовет);
  - посёлок Ново-Георгиевский (Старо-Керменчикский сельсовет);
  - село Ново-Каракуба (Ново-Каракубский сельсовет) [в составе района с 30.04.1925];
  - артель Новый Свет (Старо-Керменчикский сельсовет);
  - село Старо-Керменчик (Старо-Керменчикский сельсовет).
- Еврейские населённые пункты:
  - артель Борьба (Зеленопольский сельсовет);
  - колония Зеленополь (Зеленопольский сельсовет);
  - артель Красная Звезда (Зеленопольский сельсовет);
  - колония Надёжное (Зеленопольский сельсовет);
  - артель Новая Заря (Зеленопольский сельсовет);
  - колония Пролетарское (Зеленопольский сельсовет);
  - артель Работник (Зеленопольский сельсовет);
  - колония Сладководное (Зеленопольский сельсовет).
- Немецкие населённые пункты:
  - хутор Койбаш (Старо-Майорский сельсовет);
  - колония Новополье (Ровнопольский сельсовет);
  - село Орлинское (Старо-Керменчикский сельсовет);
  - колония Ровнополь (Ровнопольский сельсовет);
  - село Чистополь (Старо-Керменчикский сельсовет).

30 апреля 1925 года, постановлением ВУЦИК, Люксембургский (бывший Александро-Невский) район Мариупольского округа был преобразован в Люксембургский немецкий район. При этом ранее входивший в его состав Ново-Каракубский сельсовет был включён в состав Старо-Керменчикского района.

### Ново-Каракубский район (1925—1927)
18 августа 1925 года, протоколом заседания президиума Мариупольского окрисполкома, районный центр Старо-Керменчикского района был перенесён из села Старо-Керменчика в село Ново-Каракубу, а район переименован в Ново-Каракубский.
1 июля 1927 года, согласно протоколу заседания Центральной административно-территориальной комиссии, центр Ново-Каракубского района из села Ново-Каракубы был возвращён в село Старо-Керменчик, а району было возвращено название Старо-Керменчикский.

### Старо-Керменчикский район (1927—1945)
2 сентября 1930 года Мариупольский округ, как и все прочие округа УССР, был ликвидирован. Старо-Керменчикский район (как и остальные районы УССР) оказался в прямом подчинении республиканскому центру.
Согласно сообщению Правительственной комиссии по ликвидации округов от 08.01.1931, Старо-Керменчикский район остался одним из 10 районов ликвидированного Мариупольского округа, подчинённых республиканскому центру.
27 февраля 1932 года, Старо-Керменчикский район стал одним из 6 районов бывшего Мариупольского округа, вошедших в состав созданной Днепропетровской области.
17 июля 1932 года, постановлением ВУЦИК, Старо-Керменчикский район был передан в состав новосозданной Донецкой области.
3 июня 1938 года, указом Президиума Верховного совета СССР, Донецкая область была разделена на Сталинскую и Ворошиловградскую; при этом Старо-Керменчикский район вошёл в состав Сталинской области.
20 февраля 1939 года, постановлением Политбюро ЦК ВКП(б) «О ликвидации и преобразовании искусственно созданных национальных районов и сельсоветов», был ликвидирован Люксембургский немецкий район, а входившая в его состав немецкая колония Блюменталь (с 1964 — северо-западная часть села Красная Поляна) была передана в состав Старо-Керменчикского района и подчинена Ново-Каракубскому сельсовету.
2 июня 1945 года, постановлением Сталинского облисполкома, в рамках переименования населённых пунктов с немецкими названиями, в Старомлиновском районе хутор Блюменталь Ново-Каракубского сельсовета был переименован в хутор Садовый (с 1964 — северо-западная часть села Красная Поляна).

### Старомлиновский район (1945—1959)

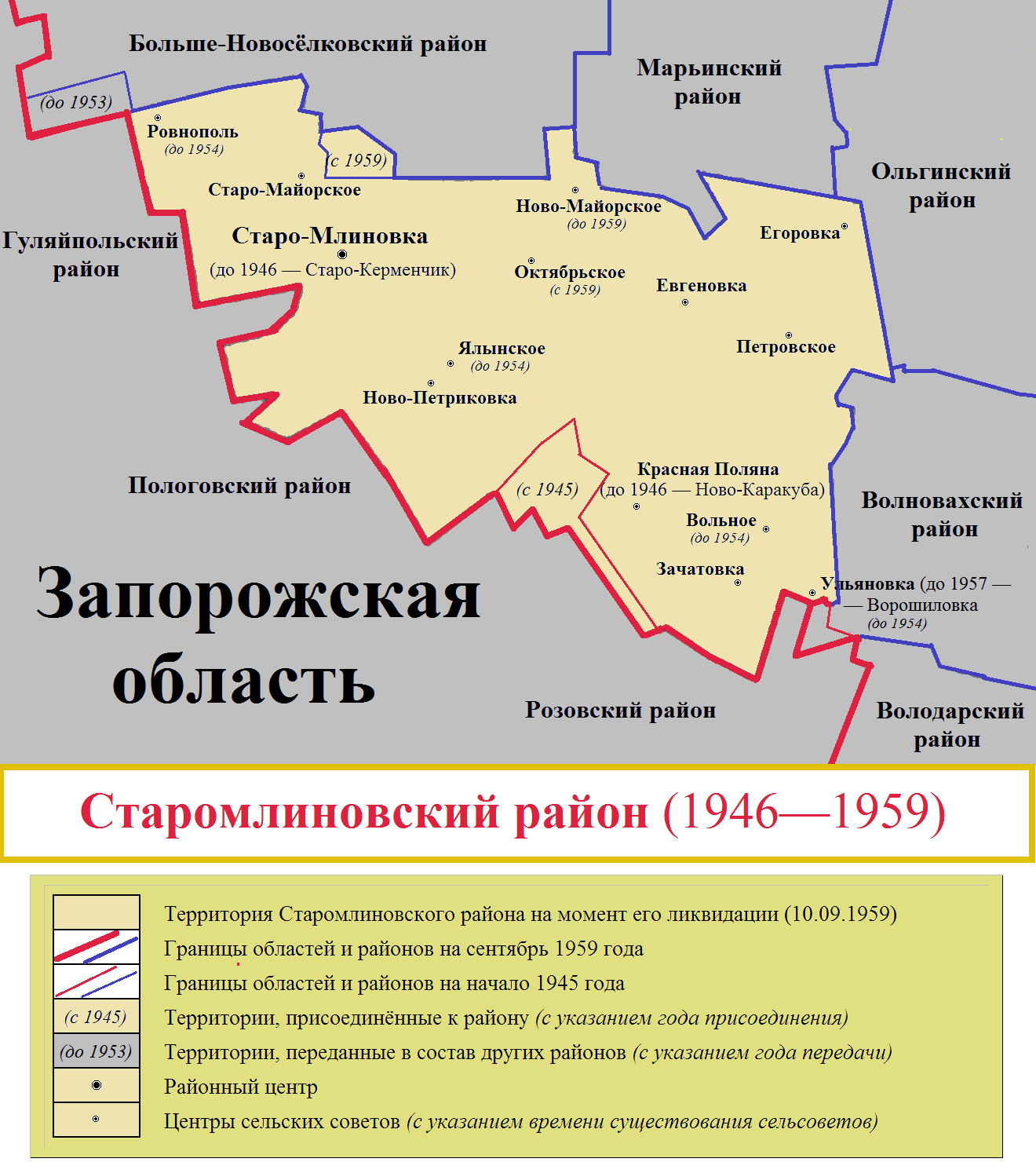
Старомлиновский район в 1945—1959 годах.

7 июня 1946 года, указом Президиума Верховного совета УССР «О сохранении исторических наименований и уточнении и упорядочении существующих названий районов и населённых пунктов Сталинской области» (которым были массово переименованы греческие населённые пункты), село Старо-Керменчик получило название Старо-Млиновка, Старо-Керменчикский сельсовет — Старо-Млиновский, а Старо-Керменчикский район стал именоваться Старомлиновским.
1 сентября 1953 года, сёла Новополь и Чайшевка Ровнопольского сельсовета были переданы из Старомлиновского района в состав Больше-Новосёлковского района с подчинением Ворошиловскому сельсовету.
10 августа 1954 года, указои Президиума Верховного совета УССР «Об укрупнении сельских советов в Сталинской области», в Старомлиновском районе были объединены:
- Ново-Петриковский Первый и Ново-Петриковский Второй сельские советы — в один Ново-Петриковский сельсовет (с центром в селе Новопетриковка);
- Ровнопольский и Старо-Майорский сельские советы — в один Старо-Майорский сельский совет (с центром в селе Старомайорское);
- Ворошиловский, Зачатовский Первый и Зачатовский Второй сельские советы — в один Зачатовский сельсовет (с центром в селе Зачатовка).

13 августа 1954 года, решением Сталинского облисполкома «О перечислении населённых пунктов в границах районов», некоторые населённые пункты были переподчинены другим сельским советам:
- посёлок Георгиевский Старо-Млиновского сельсовета — Ново-Петриковскому сельсовету;
- село Шевченко Петровского сельсовета — Егоровскому сельсовету.

15 ноября 1957 года, решением Сталинского облисполкома «О переименовании населённых пунктов области», село Ворошиловка Зачатовского сельсовета было переименовано в село Ульяновку.
30 мая 1958 года, решением Сталинского облисполкома «О присвоении наименования отдельным населённым пунктам», в Старомлиновском районе были присвоены наименования ранее безымянным населённым пунктам:
- посёлку 2-го отделения зерносовхоза «Керменчик» Ново-Майорского сельсовета — посёлок Новодонецкое;
- посёлку участка №1 совхоза «Макстрой» Старо-Майорского сельсовета — посёлок Урожайное;
- посёлку участка №2 совхоза «Макстрой» Старо-Млиновского сельсовета — посёлок Ключевое.

9 июня 1959 года, решением Сталинского облисполкома, центр Ново-Майорского сельсовета был перенесён из села Ново-Майорского в село Октябрьское; сельский совет стал именоваться Октябрьским.
10 июля 1959 года, решением Сталинского облисполкома, село Чапаево Времьевского сельсовета Больше-Новосёлковского района было включено в состав Старомлиновского района и подчинено Старо-Майорскому сельскому совету.
10 сентября 1959 года, указом Президиума Верховного совета УССР «О ликвидации некоторых районов в Сталинской области», Старомлиновский район был ликвидирован, а его территорию надлежало разделить между соседними Больше-Новосёлковским и Волновахским районами. 14 сентября 1959 года, решением Сталинского облисполкома во исполнение вышеназванного Указа, территория бывшего Старомлиновского района была разделена:
- Евгеновский, Красно-Полянский, Ново-Петриковский, Октябрьский, Старо-Майорский и Старо-Млиновский сельские советы — к Больше-Новосёлковскому району;
- Егоровский, Зачатовский и Петровский сельские советы — к Волновахскому району.